# Peter René Oscar Bally
Peter René Oscar Bally ( 9 de mayo de 1895-21 de junio de 1980 ) fue un botánico, taxónomo, y explorador suizo, registrado en IPNI, como descubridor de nuevas especies, y demás.

## Biografía
Realizó extensas exploraciones a África oriental, autor de “East African Succulents” 1–6, publicado en el "Journal of East African Natural History", entre 1940 y 1946), siendo director del Herbario del "Museo Nacional Coryndon de Nairobi, Kenia, entre 1938 y 1958. En 1960 se muda a Suazilandia, y trabaja sobre el género Aloe; recolectando con Gilbert W. Reynolds, donde Reynolds publica Aloes of Tropical Africa and Madagascar en 1966 y Bally lo hace con The Genus Monadenium: A Monographic Study en 1961.

## Honores

### Epónimos
Unas catorce especies se nombraron en su honor, entre ellas (entre paréntesis la familia):
- (Aloaceae) Aloe ballyi  Reynolds 1953
- (Asclepiadaceae) Echidnopsis ballyi (Marn.-Lap.) P.R.O.Bally 1963
- (Asteraceae) Baccharoides ballyi (C.Jeffrey) Isawumi, El-Ghazaly & B.Nord. 1996
- (Asteraceae) Senecio ballyi G.D.Rowley 1955
- (Crassulaceae) Kalanchoe ballyi Raym.-Hamet ex Cufod. 1967
- (Euphorbiaceae) Synadenium ballyi Werderm. ex Ball. 1938
- (Malpighiaceae) Acridocarpus ballyi Launert 1980
- (Passifloraceae) Adenia ballyi Verdc. 1964

- La abreviatura «P.R.O.Bally» se emplea para indicar a Peter René Oscar Bally como autoridad en la descripción y clasificación científica de los vegetales.[1]